# Thomas Adès
Thomas Adès (London, 1971. március 1. –) brit zeneszerző, zongoraművész és karmester.

## Élete
Thomas Adès előbb Paul Berkowitznél tanult zongorát, majd a londoni Guildhall School of Music növendékeként Robert Saxtonnál zongorát és zeneszerzést. Ezt követően a cambridge-i King’s College-ban folytatta tanulmányait Alexander Goehr és Robin Holloway tanítványaként, és 1992-ben szerezte meg a diplomáját.
Első szakmai sikerét 1993-ban, a londoni Purcell Roomban megtartott szólóestjével aratta. 2007-ben retrospektív fesztivált rendeztek műveiből a londoni Barbican Arts Centre-ben, és ő volt a központi alakja a Radio France éves kortárs zenei fesztiváljának és a Helsinkiben megtartott „Ultimo” fesztiválnak. 2009-ben a stockholmi Concert Hall éves zeneszerzői fesztiválja az ő műveit tűzte műsorára.
Előadóként és karmesterként is igen tevékeny. Zongoristaként nemcsak XX. századi szerzőket (Nancarrow, Kurtág), hanem klasszikusokat is játszik (Schubert). Kamarazenei (Arcadiana, 1994; The Origin of the Harp, 1994) és zenekari művei (…but all shall be well, 1993; Asyla, 1997) mellett jelentősek operái is (Powder Her Face, 1995; The Tempest, 2003–2004). Az első opera a Almeida Opera felkérésére íródott, a másodikat a Covent Garden operaházban mutatták be. Számos zenei kitüntetés (t.k. a Grawemeyer-díj) birtokosa.

## Művei
Színpadi művek
- Powder Her Face opera, Op. 14
- The Tempest (A vihar) opera 3 felvonásban, op. 22 (Shakespeare azonos című drámájának megzenésítése)

Zenekari művek 
- ...but all shall be well Op. 10.
- These Premises are Alarmed, Op. 16
- Asyla Op. 17.
- America A Prophecy MS, nagyzenekar Op.19
- Brahms baritonra és zenekarra Op. 21
- Scenes from The Tempest, Op. 22a I
- Concerto for Violin Op. 24
- Three Studies from Couperin, kamarazenekarra
- Tevot

Kamaraegyüttesre
- Chamber Symphony, Op. 2
- Catch Op. 4
- Life Story, Op. 8
- Living Toys, Op. 9
- Sonata da Caccia, Op. 11
- Origin of the Harp, The, Op.
- Les baricades mistérieuses (Couperin átdolgozása)
- Cardiac Arrest
- Concerto Conciso, Op. 18
- Piano Quintet, Op. 20
- Court Studies from The Tempest

Vonósnégyesre
- Arcadiana Op. 12

Hangszeres művek
- Still Sorrowing, zg Op. 7
- Under Hamelin Hill, orgonára (1-3 előadó) Op. 6
- Darknesse Visible zg (bemutató: 1992. október, Budapest - Thomas Adès)
- Traced Overhead, zg Op. 15

Vokális művek
- O thou who didst with pitfall and with gin, Op. 3a
- Gefriolsae Me, Op. 3b
- Fool's Rhymes, , Op. 5
- Fayrfax Carol, The, SATB
- January Writ, SATB
- Lover in Winter, The
- Five Eliot Landscapes , S, zg Op. 1
- Life Story, Op. 8
- Life Story, S, zg Op. 8a

## Fordítás
- Ez a szócikk részben vagy egészben  a   Thomas Adès című angol Wikipédia-szócikk ezen változatának fordításán alapul.  Az eredeti cikk szerkesztőit annak laptörténete sorolja fel. Ez a jelzés csupán a megfogalmazás eredetét és a szerzői jogokat jelzi, nem szolgál a cikkben szereplő információk forrásmegjelöléseként.